# Malaky Mihály
Malaky Mihály, (1878. – 1932. március 25.) labdarúgó, csatár.

## Pályafutása
1901-ben az FTC csapatában játszott és tagja volt a bajnoki bronzérmet szerzett együttesnek. A Fradiban nyolc mérkőzésen szerepelt (5 bajnoki, 3 nemzetközi) és egy gólt szerzett.

## Sikerei, díjai
- Magyar bajnokság
  - 3.: 1901
- az FTC örökös bajnoka: 1925